# Historisches Museum Thurgau

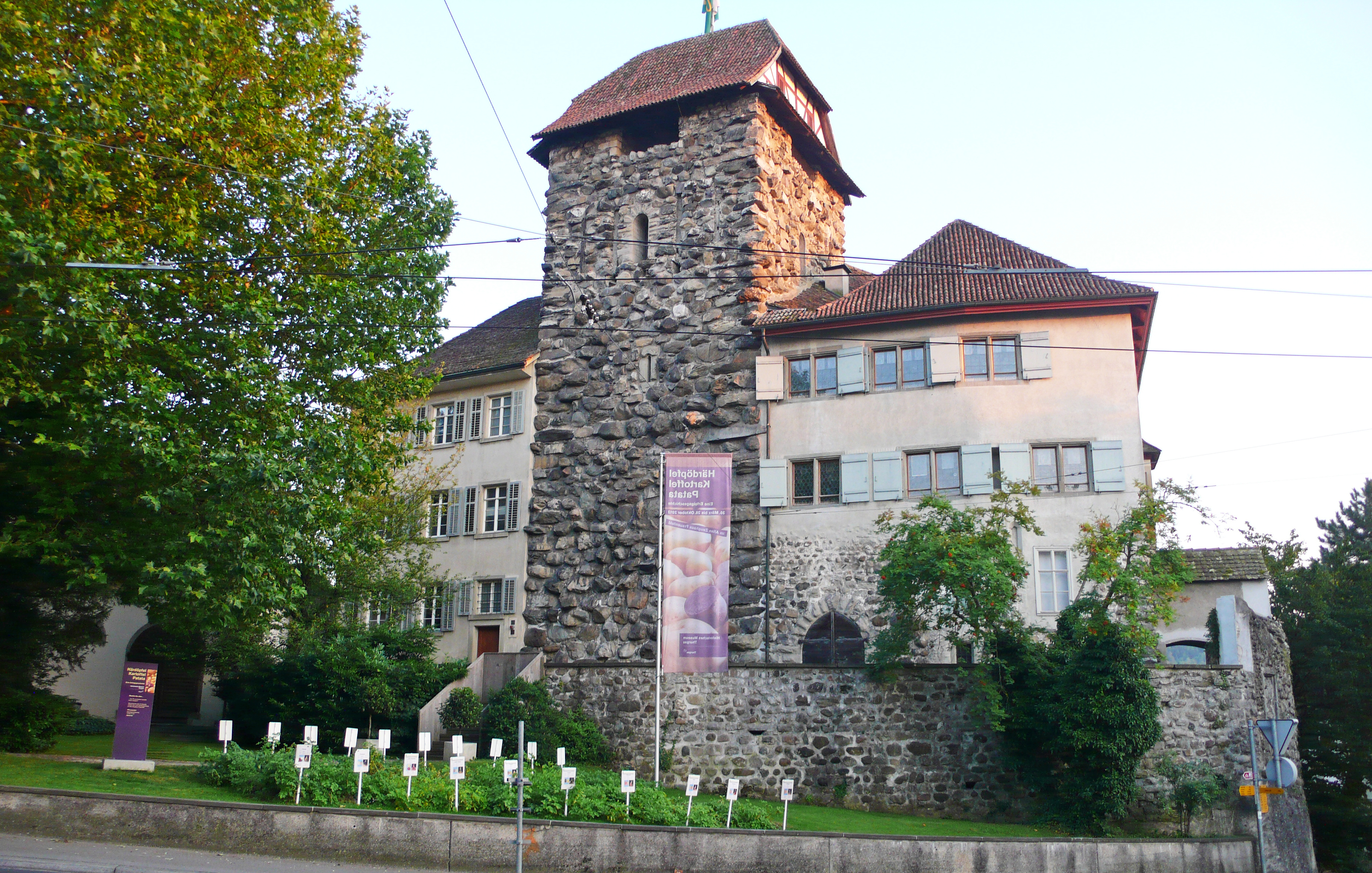
Das Historische Museum Thurgau im Schloss Frauenfeld

Das Historische Museum Thurgau ist das Geschichtsmuseum des Schweizer Kantons Thurgau. Es betreut eine Sammlung von über 59'000 Objekten, realisiert regelmässig Ausstellungen, leistet Forschungsarbeit und vermittelt Kantonsgeschichte an ein breites Publikum. Es umfasst mit dem Schloss Frauenfeld, dem Schaudepot St. Katharinental und dem Alten Zeughaus Frauenfeld drei Standorte.

Marie Elise Bachmann

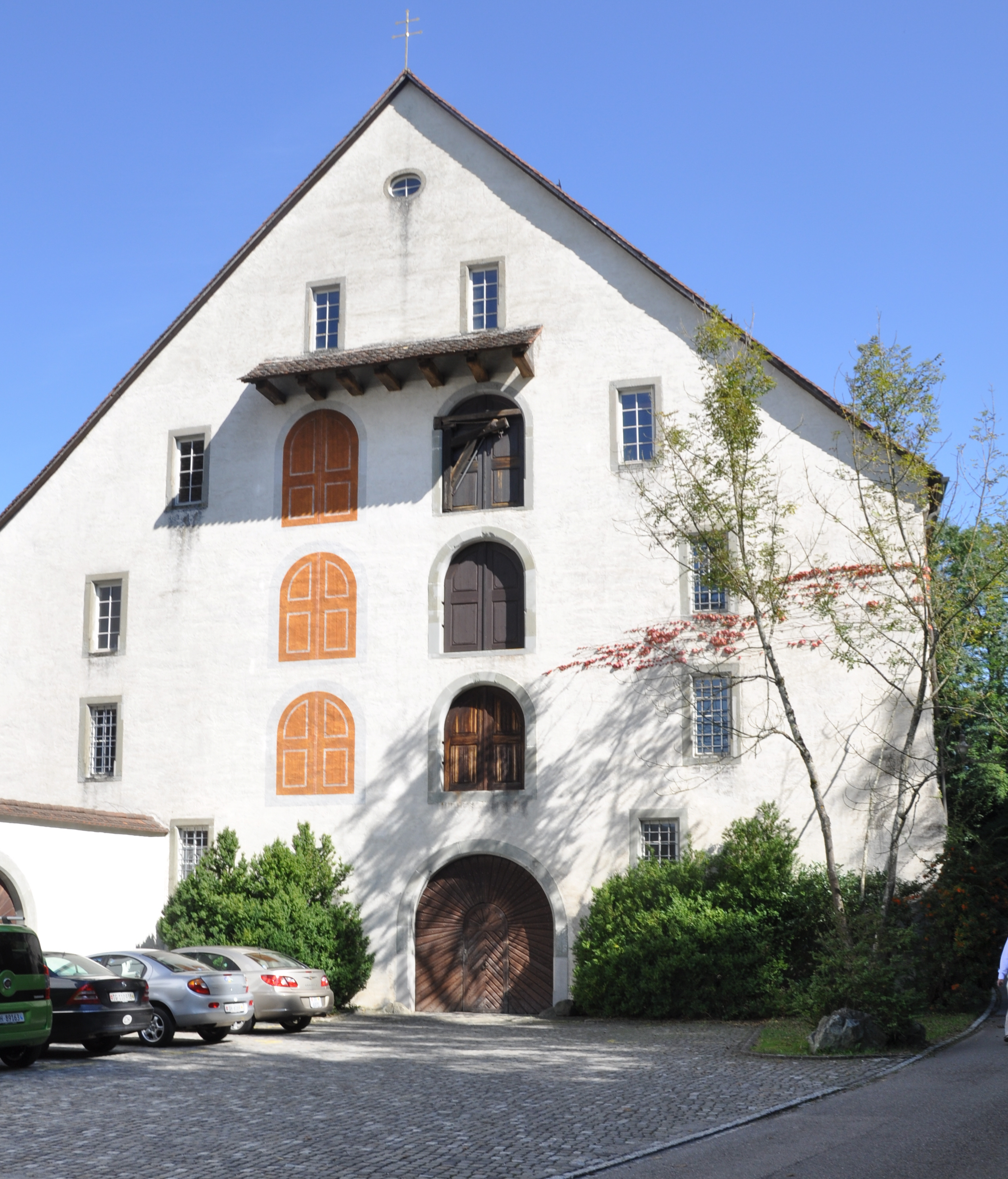
Kornhaus St. Katharinental

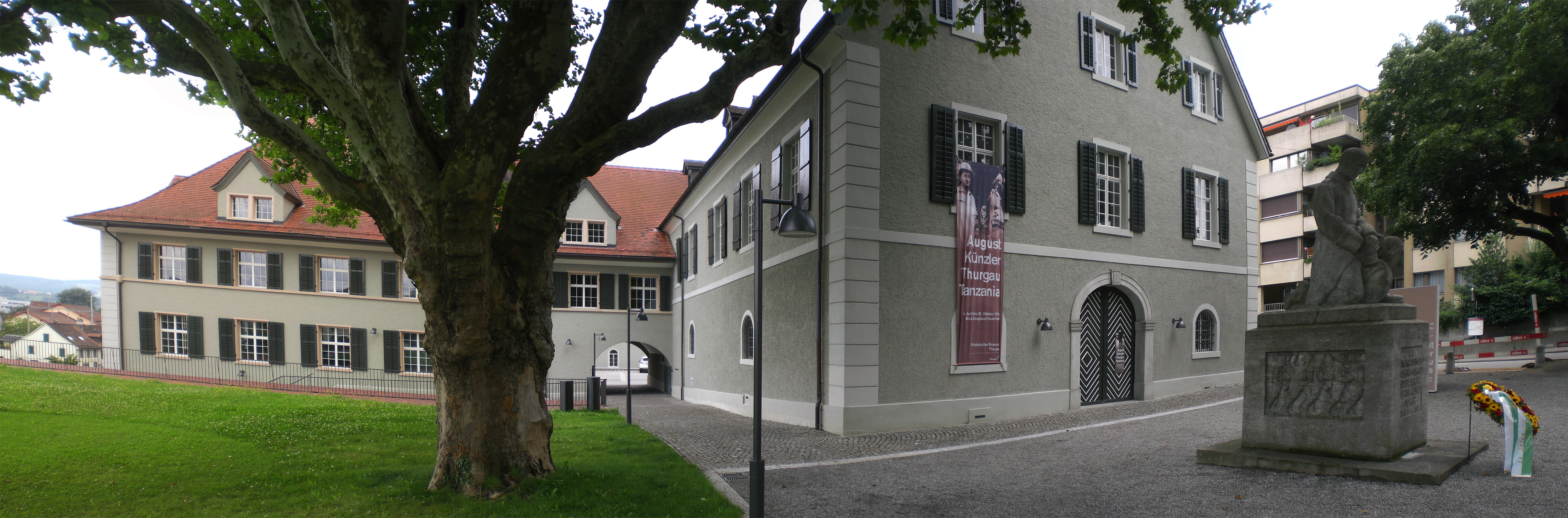
Altes Zeughaus Frauenfeld

## Geschichte
Als der Kanton Thurgau 1848 die Klöster aufhob, nahm er einen Teil ihrer bedeutenden Kunstwerke an sich, um sie für ein künftiges historisches Museum aufzubewahren. 1859 wurde der Historische Verein des Kantons Thurgau gegründet, der weitere Altertümer aus dem Mittelalter und der Neuzeit sowie urgeschichtliche Funde sammelte. Mit der Gründung der Thurgauischen Museums-Gesellschaft 1917 wurde der Grundstein für das spätere Museum gelegt. Die Gesellschaft eröffnete 1924 ein Museum an der Freien Strasse 24 in Frauenfeld, das über eine historische, naturwissenschaftliche, urgeschichtliche und ethnographische Abteilung verfügte. 1958 übernahm der Kanton Thurgau die Bestände mit Ausnahme einiger bedeutsamer Objekte und eröffnete 1960 das Historische Museum Thurgau im Schloss Frauenfeld. Das Gebäude hatte Marie Elise Bachmann, die letzte Besitzerin des Schlosses, 1948 dem Kanton geschenkt – mit der Auflage, darin ein historisches Museum zu errichten.
Ab den 1960er-Jahren bis 2015 entsprach das Haus einem klassischen Schlossmuseum mit historischen Zimmern und einer Handvoll Glanzstücken. 2015 wurde die Ausstellung modernisiert und auf den Stand der Zeit gebracht. Seither informieren Stelentexte, Bildschirme und Touchscreens über historische Zusammenhänge. Die drei Etagen befassen sich mit der Gesellschaft, der Religion und den Kriegen im Thurgau des Spätmittelalters. Die gezeigten Exponate stammen hauptsächlich aus den eigenen Museumsbeständen. Die Ausstellung wird seit 2015 von einem vielfältigen Führungs- und Vermittlungsprogramm flankiert.

## Standorte
Die Ausstellung im Schloss Frauenfeld thematisiert die Übergangszeit zwischen dem Konzil von Konstanz 1414 und der Reformation 1517, als die Grenzen des heutigen Kantons entstanden. Die Schlossausstellung mit dem ursprünglichen Titel «Zankapfel Thurgau» richtet sich an ein breites Kulturpublikum sowie an Familien.
Im Schaudepot St. Katharinental sind über 10'000 Objekte zur ländlichen Alltagskultur des 18. bis mittleren 20. Jahrhunderts ausgestellt. Das Schaudepot kann nur auf Anmeldung hin besucht werden. Die Sammlung gehört zu den umfangreichsten volkskundlichen Sammlungen in der Schweiz.

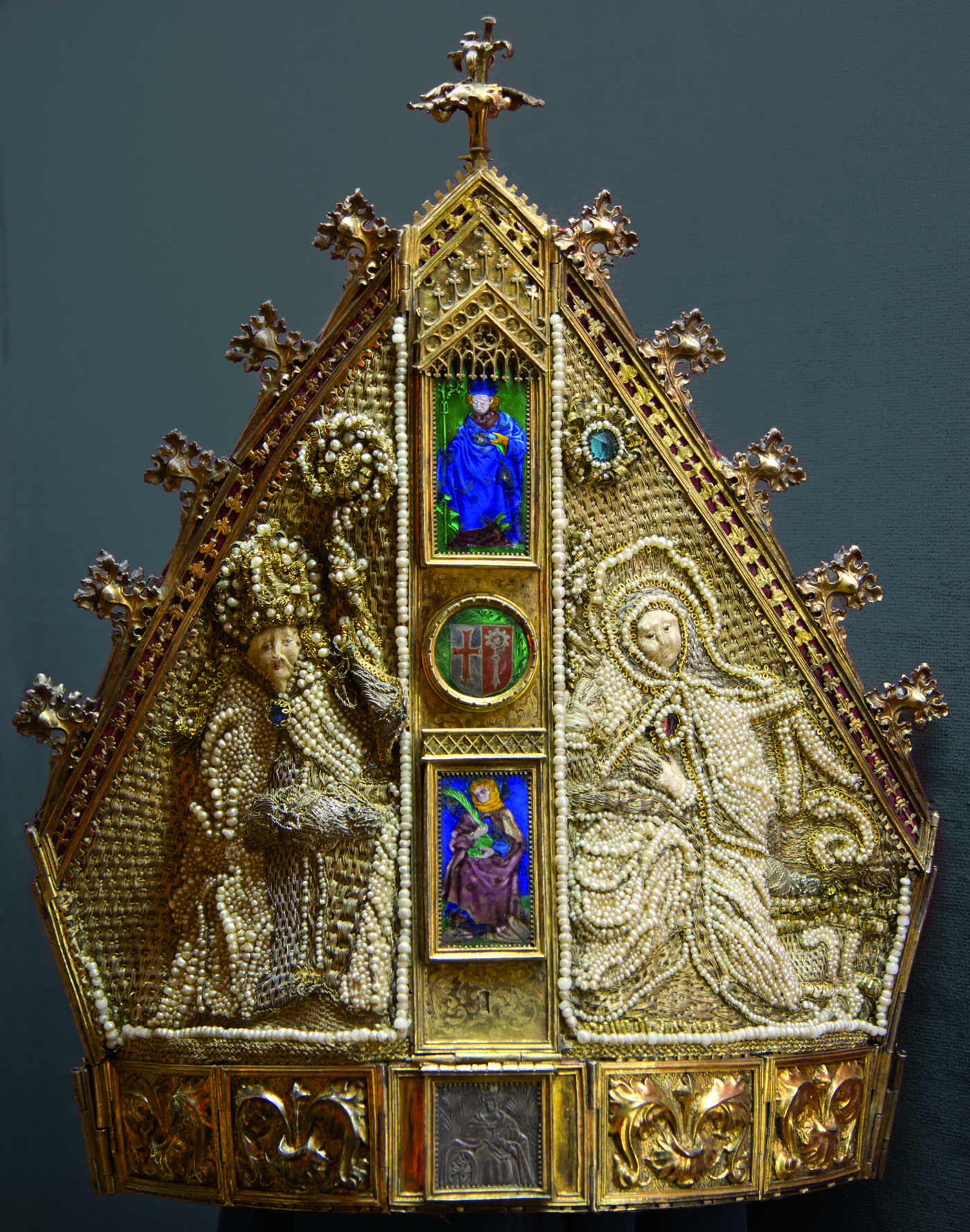
Frauenfelder Mitra

Das Alte Zeughaus Frauenfeld ist der provisorische Ausstellungsraum für die Neuzeit-Ausstellungen des Historischen Museums Thurgau. Hier werden seit 2012 im Zweijahresrhythmus Sonderausstellungen zu Spezialthemen mit Fokus auf den Thurgau realisiert.
Auf dem WerkZwei-Areal von Saurer in Arbon soll ein Erlebnisort mit interdisziplinären Angeboten und internationaler Ausstrahlung entstehen, auch mit einer Erweiterung des Historischen Museums ins Industriezeitalter. Aufgrund der Finanzlage beschloss der Regierungsrat aber im März 2024, das Projekt um fünf Jahre zu verschieben, also voraussichtlich zwischen 2034 und 2037 zu realisieren. Bis dahin soll die umgebaute Webmaschinenhalle für Zwischennutzungen dienen.

## Sammlung
Das Museum betreut drei Sammlungen, eine kulturhistorische, eine ethnographische und eine volkskundliche. In den Depots und Ausstellungen befinden sich über 59'000 Objekte zur Geschichte des Kantons Thurgau.
Die Frauenfelder Mitra aus dem Kloster Kreuzlingen ist im Besitz des Historischen Museums Thurgau und im Schloss Frauenfeld ausgestellt.

## Sonderausstellungen (Auswahl)
- 2014: August Künzler. Thurgau–Tanzania[6]
- 2016: 14/18 – Die Schweiz und der Grosse Krieg
- 2018: Schreck & Schraube. Weltindustrie im Thurgau[7]
- 2020–2021: Thurgauer Köpfe – Tot oder lebendig